# Ololygon canastrensis
Espèce
Synonymes
- Hyla canastrensis Cardoso & Haddad, 1982
- Scinax canastrensis (Cardoso & Haddad, 1982)

Statut de conservation UICN

 DD  : Données insuffisantes
Ololygon canastrensis est une espèce d'amphibiens de la famille des Hylidae.

## Répartition
Cette espèce est endémique du Brésil. Elle se rencontre :
- dans l'État de São Paulo dans le parc d'État des Furnas do Bom Jesus ;
- dans l'État du Minas Gerais dans le parc national de la Serra da Canastra et dans les municipalités de Pitangui et de Perdizes.

## Étymologie
Son nom d'espèce, composé de canastr[a] et du suffixe latin -ensis, « qui vit dans, qui habite », lui a été donné en référence au lieu de sa découverte, la serra da Canastra.

## Publication originale
- Cardoso & Haddad, 1982 : Nova espécie de Hyla da Serra da Canastra (Amphibia, Anura, Hylidae). Revista Brasileira de Biologia, vol. 42, p. 499–503.